# 星海生活广场
31°18′57″N 120°40′15″E / 31.315964°N 120.67083°E

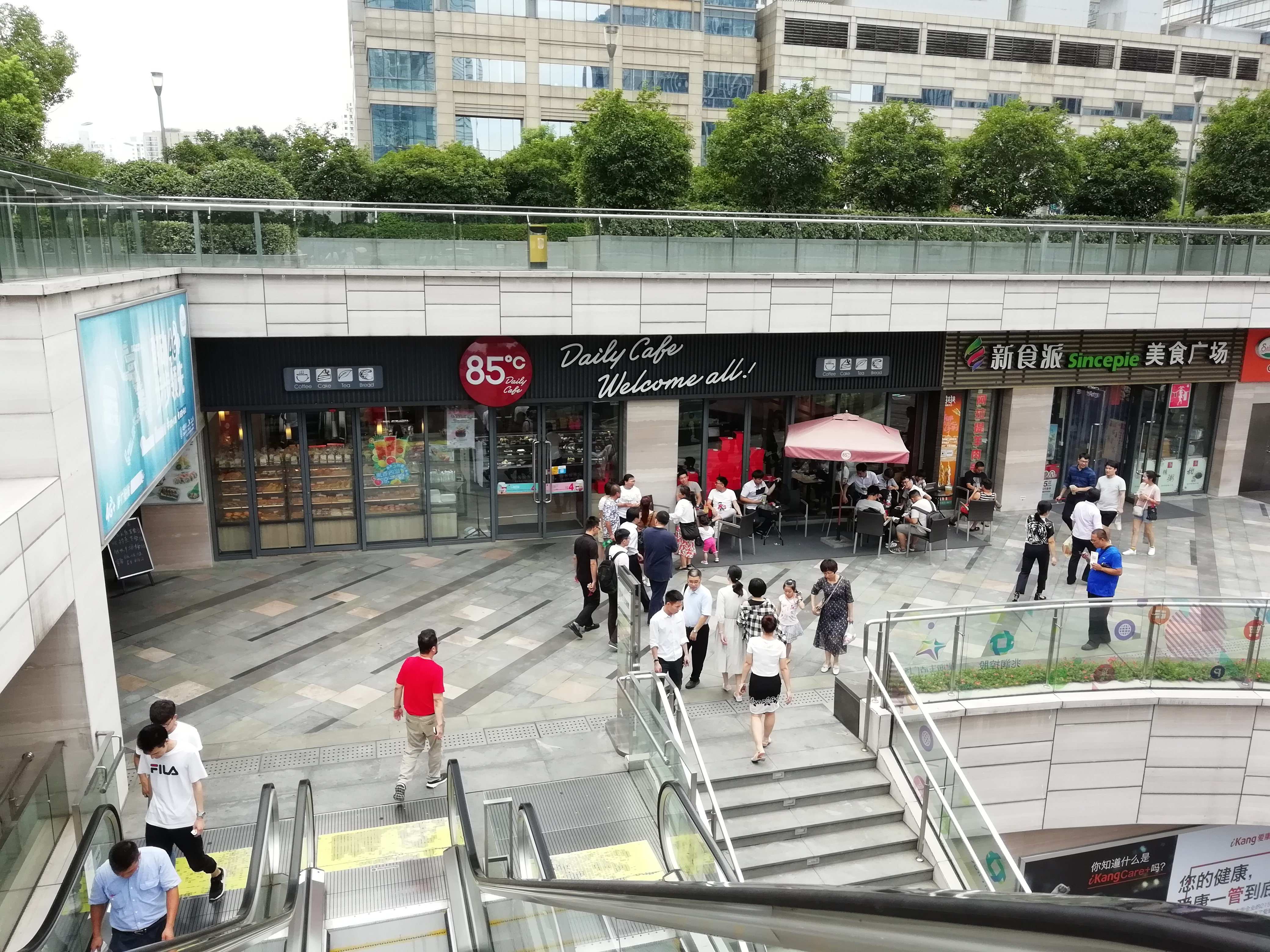
星海生活广场入口

星海生活广场（简称星海广场）是位于中国江苏省苏州工业园区的一个地下購物中心。广场位于星海街和苏华路的路口两侧。

## 历史
于2012年4月28日开始营业。该广场是苏州首个地铁商业综合体，与苏州轨道交通1号线星海广场站站厅相连通。该广场属地下3层下沉式广场，集餐饮、休闲、娱乐、购物于一体。